# Estación de Quintana del Puente
Quintana del Puente es una estación de ferrocarril situada en el municipio español de Quintana del Puente, en la provincia de Palencia, comunidad autónoma de Castilla y León. Cuenta con servicios de Media Distancia operados por Renfe.

## Situación ferroviaria
Las instalaciones se encuentran situadas en el punto kilométrico 316,952 de la línea férrea de ancho ibérico que une Madrid con Hendaya, a 752 metros de altitud sobre el nivel del mar, entre las estaciones de Torquemada y Villodrigo. El tramo es de vía doble y está electrificado.

## Historia
La estación fue inaugurada el 25 de noviembre de 1860 con la puesta en marcha del tramo Burgos – Venta de Baños de la línea radial Madrid-Hendaya. Su explotación inicial quedó a cargo de la Compañía de los Caminos de Hierro del Norte de España quien mantuvo su titularidad hasta que en 1941 fue nacionalizada e integrada en la recién creada RENFE.
Desde el 31 de diciembre de 2004 Renfe Operadora explota la línea mientras que Adif es la titular de las instalaciones ferroviarias.

## La estación
El edificio de viajeros de la estación de Quintana es un clásico y pequeño edificio de dos pisos repintado en rojo y blanco tras su última restauración. Posee dos andenes y tres vías. Los cambios de andén se realizan a nivel. En el andén opuesto al edificio de viajeros se encuentra un refugio de grandes dimensiones para los viajeros que esperen los trenes que acceden por la vía 2. 

## Servicios ferroviarios

### Media Distancia
En la estación Renfe presta servicios de Media Distancia, comercializados como MD, que enlazan Madrid-Príncipe Pío con Vitoria:
| Línea MD | Servicio | Origen/Destino      | Paradas intermedias | Destino/Origen      |
| -------- | -------- | ------------------- | --- | ------------------- |
| 21       | MD       | Madrid-Príncipe Pío | Villalba · El Escorial · Zarzalejo · Robledo de Chavela · Santa María de la Alameda-Peguerinos · Las Navas del Marqués · Navalperal · Herradón-La Cañada · Ávila · Arévalo · Medina del Campo · Valladolid-Campo Grande · Venta de Baños · Palencia · Magaz · Quintana del Puente · Villaquirán · Burgos-Rosa Manzano · Briviesca · Miranda de Ebro | Vitoria             |
| 21       | MD       | Vitoria             | Miranda de Ebro · Pancorbo · Briviesca · Burgos-Rosa Manzano · Villaquirán · Quintana del Puente · Magaz · Palencia · Venta de Baños · Valladolid-Campo Grande · Medina del Campo · Arévalo · Ávila · El Escorial · Villalba | Madrid-Príncipe Pío |